# Staven
Staven est une commune rurale allemande de l'arrondissement du Plateau des lacs mecklembourgeois dans le Mecklembourg-Poméranie-Occidentale et le canton de Neverin. Sa population, en diminution, comptait 453 habitants au 31 décembre 2010.

## Géographie
Staven se trouve à quatorze kilomètres au nord-est de Neubrandenburg. Le village voisin de Rossow appartient au territoire de la commune.

## Histoire
Staven a été mentionné pour la première fois par écrit en 1303 et Rossow (sous le nom de Rose) en 1325. Son manoir date du XVIIIe siècle.